# Digger (computerspel)
Digger is een Canadees videospel voor de computer, uitgegeven door Windmill Software in 1983. Het is gebaseerd op Mr. Do! dat voor arcademachines werd ontwikkeld.

## Omschrijving
Digger speelt zich af in een ondergronds doolhof waarin de speler een graafmachine is, die horizontale en verticale gangen kan graven. Over het veld verspreid bevinden zich een aantal edelstenen en zakken met goud. Vanaf de rechterbovenhoek verschijnen er monsters, 'Nobbins' genaamd, die zich door de gangen bewegen en de Digger proberen in te sluiten. Als Nobbins te vaak bij elkaar in de buurt komen, veranderen ze in 'Hobbins', die zelf ook gangen kunnen graven. Als de Digger in contact komt met een Nobbin of een Hobbin verliest hij 1 leven en verschijnt er een grafsteen in beeld waar RIP op staat.
De Digger heeft een wapen waarmee in een rechte lijn geschoten kan worden, een Nobbin of Hobbin die door zo'n schot geraakt wordt gaat dood. Na een schot heeft de digger even nodig om zijn wapen weer op te laden. Dit is te zien aan de op en neer bewegende zuiger boven op de Digger. Als deze beweegt kan de Digger schieten, zo niet, dan moet het wapen opladen. De goudzakken vallen naar beneden als de grond eronder wordt weggegraven of als ze van een afgrond worden geduwd. Als de Digger, Nobbins of Hobbins onder een vallende zak terechtkomen, worden ze erdoor verpletterd. Als een zak meer dan 2 rijen naar beneden valt, barst hij open en kan het goud door de Digger verzameld worden. Wanneer de Digger daar te lang mee wacht of een Nobbin of Hobbin over het goud loopt, verdwijnt het.
Als de Digger een bepaald aantal Nobbins en Hobbins heeft gedood, verschijnt rechtsbovenin een bonus in beeld. Als de digger deze pakt, kan hij voor een beperkte tijd Nobbins en Hobbins doden door ze aan te raken. In deze bonusperiode proberen de Nobbins en Hobbins dus ook juist van de digger weg te komen in plaats van ernaartoe.
Als de digger alle edelstenen uit het veld verzameld heeft, of als alle Nobbins en Hobbins dood zijn, gaat de speler door naar het volgende level.

## Puntentelling
Voor elke edelsteen die de Digger verzamelt, krijgt de speler 25 punten. Als er 8 gelijk achter elkaar verzameld worden, komt hier een bonus van 250 overheen. Het goud uit een opengebarsten goudzak levert 500 punten op. Een Nobbin of Hobbin doden, door te schieten of er een zak op te laten vallen, is 250 punten waard. Als de Digger de bonus pakt, levert dat 1000 punten op. In bonus mode levert het eerst gedode monster 200 punten op, de 2e 400, de 3e 800, enz. Voor elke 20.000 verzamelde punten krijgt de speler een extra leven.

## Muziek
De muziek is niet door de fabrikant zelf gecomponeerd. Daarentegen zijn de volgende muziekstukken gebruikt:
- normale achtergrondmuziek: Popcorn van Gershon Kingsley;
- bonusperiode: een fragment uit de overture Guillaume Tell van Gioacchino Rossini;
- wanneer de Digger sterft: een fragment uit Pianosonata nr. 2 van Frédéric Chopin (de zogenaamde Doden- of Begrafenismars).